# Abu Zayyan III
Abû Zayyan IV de son nom complet Mohammad Ahmed ibn Abi Mohammed Abdallah II est le vingt-sixième monarque de la dynastie Zianide, son siège était la ville d'Alger, il a régné entre 1540 et 1543 puis de 1544 jusqu’à sa mort en 1550.

## Biographie
Abou Ziyan IV était le Sultan des Zianides entre 1540 et 1543, et 1544 et 1550.
Son père Mouhammed Abu Abdallah est mort en 1540, laissant deux enfants, Abu Abdallah Muhammad et Ahmad Abu-Zayyan. Le premier était le l'héritier légitime, et a été proclamé Sultan sous le nom d'Abou Abdallah VI, le second, avait le soutien des Ottomans, des marabouts et plusieurs cheikhs qui n'hésitaient pas à défendre ses revendications d'émir. Abou Ziyan III a été renversé par Abou Abdallah VI et a fui à Oran ou il a été accueilli par le comte d'Alcaudete. Le 21 octobre 1541, la flotte espagnole commandée par Charles Quint arriva à Alger et atterrit sur terre le 23, et entamèrent le siège de la ville de tous les côtés,les soldats espagnols étaient surs de prendre la ville, mais dans la nuit du 26 au 27 une furieuse tempête détruisit une grande partie de la flotte. Hassan Agha, gouverneur par intérim en absence de Khayr ad-Din Barberousse a profité de la confusion pour attaquer les troupes espagnols, qui ont dû quitter leurs positions; après quelques jours avec le reste de la flotte a rembarquée; la route se heurte encore à plusieurs de tempêtes, de sorte que seule la moitié de la flotte et des soldats put rentrer en Espagne.
Le sultan déchu, placé sous la vassalité à l'Espagne a été remplacé sur le trône, et le gouverneur d'Oran promit de l'aider. Charles Quint a donné le feu vert à l'opération et a mobilisé une armée pour remplacer le sultan de Tlemcen. 1 000 hommes de la garnison et 400 Arabes ont été envoyés vers Tlemcen sous le commandement d'Alfonso Martinez (en janvier 1543); Abou Abdallah VI avait dit que beaucoup d'hommes seraient rejoints, mais la vérité est que presque personne n'est apparu. Son armée fut diminué parce qu'il a dû faire face l'armée d'Abou Ziyan, 10 fois plus supérieures en nombre; ; tous les Espagnols ont été massacrés à Chaabat El-Leham et les rares qui ont pu fuir à Oran, ont apporté la nouvelle de la défaite (janvier 1543). Lorsque Charles Quint apprit la défaite il a décidé d'envoyer immédiatement une autre armée lancée depuis deux jours, qui est immédiatement venue à Oran, ainsi, les forces espagnoles furent de 14 000 hommes qui s’avancèrent et se présentèrent devant Tlemcen afin de l’assiéger. La bataille a duré trois heures, à la fin de laquelle les Espagnols étaient maîtres du terrain. Abou Ziyan se retira ensuite dans le désert d'Angad. Les Espagnols ont promis de respecter la vie et les biens des habitants et d'entrer Tlemcen pacifique, mais les soldats n'ont pas respecté leurs promesses, et ont pillé, tué et asservi tous ceux qu'ils ont trouvés. Abd-Allah VI a été remis sur le trône. Après 40 jours de repos, les troupes espagnoles se lancèrent à la suite d'Abou Ziyan III, mais sans succès : Abou Ziyan IV les bat à Ez-Zeitoun.
Abou Ziyan III a été présenté comme un champion national musulman en comparaison avec son frère qui était une marionnette chrétienne. Abou Ziyan III réunit des milliers de partisans dans les provinces de l'Ouest, et bientôt marcha vers Tlemcen avec une armée et assiégea la ville, mais Abu Abd Allah VI s'est déjà enfui lorsque l’avant-garde des partisans d'Abou Ziyan III apparut devant la ville, il poursuivra en vain son frère. Mais quand celui-ci se présenta a nouveau devant Tlemcen, il trouva la ville fermée en décembre 1543. Abandonné par ses partisans qui l'ont déserté et qui rejoignirent les rangs de son frère. En accord avec Khayr ad-Din Barberousse, Abou Ziyan III se déclara vassal de la Sublime Porte. Ainsi,le sultan ottoman fut acclamé dans les prières du vendredi. Abou Ziyan III gouverna tranquillement jusqu'à sa mort en 1550. Ses domaines ont été réduits en raison de la côte entre la rivière de Tafna et Mostaganem qui était dans les mains de l'Espagne et de la zone d'Alger jusqu’à l'intérieur de Ténès et de Miliana et les sources de Chélif qui étaient sous le contrôle direct des Ottomans.Son frère Alhassane Ibn Abi Mouhammed lui succéda après son décès.